# Olpogastra lugubris
Olpogastra lugubris – gatunek ważki z rodziny ważkowatych (Libellulidae); jedyny przedstawiciel rodzaju Olpogastra. Występuje na terenie Afryki Subsaharyjskiej i jest szeroko rozprzestrzeniony.
W RPA imago lata od grudnia do końca kwietnia. Długość ciała 57–59 mm. Długość tylnego skrzydła 38–39 mm.